# An ihes erthi pio noris
An ihes erthi pio noris (letteralmente se fossi arrivato prima) è il quarto singolo della cantante greca Helena Paparizou estratto dal suo secondo album Iparhi Logos.

## Classifiche
| Classifica (2006) | Posizione massima |
| ----------------- | ----------------- |
| Grecia            | 3                 |